# Basilikaolja
Basilikaolja erhålls genom ångdestillation av torkade blad, eller hela växten med blommande toppskott från basilika. Utbytet är 0,1 % … 1 % av vikten.
Sammansättningen varierar stort alltefter växtlokal, skördetid, jordmån och andra omständigheter:
- Estragol upp till 90 %, C10H12O, 1-methoxy-4-prop-2-enylbenzene
- Linalool upp till 85 %
- Eugenol upp till 20 %
- Bitterämnen
- Chavicol, C9H10O.  4-prop-2-enylphenol
- Ocimen, C10H18O,  1,3,3-trimethyl-2-oxabicyclo[2.2.2]octane
- Eukalyptol (Cineol)
- Flavonoider Ett samlingsnamn för ett stort antal undergrupper. Ett föråldrat namn är P-vitamin. Exempel på ingående ämnen:
  - Apigenin, C15H10O5,  5,7-dihydroxy-2-(4-hydroxyphenyl)chromen-4-one
  - Dihydrokaempferol,  C15H12O6,  (2R,3R)-3,5,7-trihydroxy-2-(4-hydroxyphenyl)-2,3-dihydrochromen-4-one
  - Eriodictyol, C15H12O6, (2S)-2-(3,4-dihydroxyphenyl)-5,7-dihydroxy-2,3-dihydrochromen-4-one
  - Fisetin, C15H10O6,  2-(3,4-dihydroxyphenyl)-3,7-dihydroxychromen-4-one
  - Hesperetin, C16H14O6, (2S)-5,7-dihydroxy-2-(3-hydroxy-4-methoxyphenyl)-2,3-dihydrochromen-4-one
  - Homoeriodictyol, C16H14O6, (2S)-5,7-dihydroxy-2-(4-hydroxy-3-methoxyphenyl)-2,3-dihydrochromen-4-one
  - Isorhamnetin, C16H12O7,  3,5,7-trihydroxy-2-(4-hydroxy-3-methoxyphenyl)chromen-4-one
  - Kaempferol, C15H10O6, 3,5,7-trihydroxy-2-(4-hydroxyphenyl)chromen-4-one
  - Luteolin
  - Myricetin, C15H10O8, 3,5,7-trihydroxy-2-(3,4,5-trihydroxyphenyl)chromen-4-one
  - Naringenin, C15H12O5, 5,7-dihydroxy-2-(4-hydroxyphenyl)-2,3-dihydrochromen-4-one
  - Pachypodol, C18H16O7, 5-hydroxy-2-(4-hydroxy-3-methoxyphenyl)-3,7-dimethoxychromen-4-one
  - Quercetin
  - Rhamnazin, C17H14O7, 3,5-dihydroxy-2-(4-hydroxy-3-methoxyphenyl)-7-methoxychromen-4-one
  - Tangeritin, C20H20O7, 5,6,7,8-tetramethoxy-2-(4-methoxyphenyl)chromen-4-one
  - Taxifolin (Dihydrokercetin), C15H12O7, (2R,3R)-2-(3,4-dihydroxyphenyl)-3,5,7-trihydroxy-2,3-dihydrochromen-4-one
- Kaffesyra C9H8O4, 3-(4-hydroxyphenyl)-2-oxopropanoic acid
- Methyleugenol, C11H14O2,  1,2-dimethoxy-4-prop-2-enylbenzene Kan i höga doser vara cancerframkallande.
- Phenylpropane, C9H12, Propylbenzene
- Sesquiterpener, C30H34O13,  a) (1R,3R,5S,8S,9R,12S,13R,14S)-1-hydroxy-14-(2-hydroxypropan-2-yl)-13-methyl-4,7,10-trioxapentacyclo[6.4.1.19,12.03,5.05,13]tetradecane-6,11-dione
 b) (1R,3R,5S,8S,9R,12S,13R,14R)-1-hydroxy-13-methyl-14-prop-1-en-2-yl-4,7,10-trioxapentacyclo[6.4.1.19,12.03,5.05,13]tetradecane-6,11-dione
- Äsculosid

Flyktigheten är 14 på Pouchers och Howards flyktighetsskala (1 — 100).
På Tisserands flyktighetsskala är flyktigheten 78.
Löslig i 95 % etanol, vegetabiliska oljor och flytande paraffin.
Förvaring mörkt, svalt och lufttätt. Oljan tjocknar med tiden, och tappar doft.